# Monumento del Poder Popular
El Monumento del Poder Popular es una escultura de personas imponentes que conmemoran la Revolución del Poder Popular de 1986,  que se encuentra en la esquina de la Avenida Epifanio de los Santos y la Avenida White Plains, en el Barangay Campamento Aguinaldo de la ciudad de Quezón, en el país asiático de las Filipinas. Fue hecha por Eduardo Castrillo en 1993. Está aproximadamente 0,89 kilómetros del Santuario EDSA, otro monumento construido para conmemorar el evento.